# بیت لحم جلیل
بیت لحم جلیلیه (به لاتین: Bethlehem of Galilee) یک منطقهٔ مسکونی در اسرائیل است که در دره جزریل واقع شده‌است.